# Apomys
Apomys là một chi động vật có vú trong họ Muridae, bộ Gặm nhấm. Chi này được Mearns miêu tả năm 1905. Loài điển hình của chi này là Apomys hylocetes Mearns, 1905.

## Hình ảnh

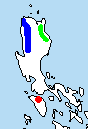

## Các loài
Chi này gồm các loài: